# Liliana Mumy
Liliana Berry Davis Mumy (San Marcos, California, 16 de abril de 1994) es una actriz estadounidense. Interpretó a Jessica Baker en la película Cheaper by the Dozen junto a Steve Martin, a Lucy Miller en The Santa Clause 2 y The Santa Clause 3: The Escape Clause con Tim Allen, y fue la voz de Mertle Edmonds en la franquicia de Lilo & Stitch y de Leni Loud en The Loud House, también le dio voz y vida a Panini en Chowder. Su padre es el actor Bill Mumy, conocido por sus papeles en series clásicas de ciencia ficción como Lost in Space, Babylon 5 y The Twilight Zone.

## Filmografía

### Televisión
| Año           | Título                            | Papel                                          | Episodio                             |
| ------------- | --------------------------------- | ---------------------------------------------- | ------------------------------------ |
| 2001          | Scrubs                            | Samantha Tanner                                | "My Old Lady"                        |
| 2002          | That '70s Show                    | Donna                                          | "Class Picture"                      |
| 2002          | Strong Medicine                   | Annie                                          | "Discharged"                         |
| 2002, 2004    | My Wife and Kids                  | Rachel McNamara                                | 6 episodios                          |
| 2003          | The Twilight Zone                 | Audrey Fremont                                 | "It's Still a Good Life"             |
| 2003–2006     | Lilo & Stitch: The Series         | Mertle Edmonds (voz)                           | 23 episodios                         |
| 2004          | Crossing Jordan                   | Lena                                           | "After Dark"                         |
| 2005          | Coconut Fred's Fruit Salad Island | Larry Simpson (voz)                            | "Bananas for Golf/Fruit Ball Heroes" |
| 2004–2007     | Higglytown Heroes                 | Twinkle (voz)                                  | 65 episodios                         |
| 2005–2006     | Catscratch                        | Kimberly humana (voz)                          | 7 episodios                          |
| 2005, 2007    | American Dragon: Jake Long        | Olivia Meers (voz)                             | 2 episodios                          |
| 2007          | Me, Eloise                        | (voz)                                          | "Eloise Goes to Hollywood Part 1"    |
| 2007          | Help Me Help You                  | Madison                                        | "Boxer"                              |
| 2007–2010     | Chowder                           | Panini (voz)                                   | 30 episodios                         |
| 2008–2009     | The Cleaner                       | Lula Banks                                     | 20 episodios                         |
| 2008          | Batman: The Brave and the Bold    | Doll/Kid #2 (voz)                              | "Invasion of the Secret Santas"      |
| 2009–2010     | The Secret Saturdays              | Wadi (voz)                                     | 3 episodios                          |
| 2012–2015     | Winx Club                         | Roxy (voz)                                     | 45 episodios                         |
| 2012–presente | Bravest Warriors                  | Beth Tezuka (voz)                              | 29 episodios                         |
| 2014–presente | The Family Chronicles Time        | Rennie (voz)                                   | Papel recurrente                     |
| 2015–presente | Ridge Middle School               | Eric Winans/Megan Krueger/Alana Schriver (voz) | Papel recurrente                     |
| 2015–2016     | Fresh Off the Boat                | Layla                                          | 2 episodios                          |
| 2016–presente | The Loud House                    | Leni Loud (voz)                                | 44 episodios                         |
| 2017          | Be Cool Scooby Doo                | Daughter (voz)                                 | "World of Witchcraft"                |

### Cine
| Año                                        | Título                                         | Papel                    | Notas |
| ------------------------------------------ | ---------------------------------------------- | ------------------------ | ----- |
| 1999                                       | Mis vecinos los Yamada                         | Nonoko (voz)             |       |
| 2002                                       | The Santa Clause 2                             | Lucy Miller              |       |
| 2003                                       | Stitch! The Movie                              | Mertle Edmonds (voz)     | Video |
| 2003                                       | Cheaper by the Dozen                           | Jessica Baker            |       |
| 2004                                       | Howl no Ugoku Shiro                            | Madge (voz)              |       |
| 2004                                       | Mulan II                                       | Voces adicionales        | Vídeo |
| 2005                                       | Holly Hobbie and Friends: Surprise Party       | Amy Morris (voz)         | Corto |
| 2005                                       | Lilo & Stitch 2: Stitch Has a Glitch           | Mertle Edmonds (Voz)     | Vídeo |
| 2005                                       | The Happy Elf                                  | Sister (voz)             | Vídeo |
| 2005                                       | Cheaper by the Dozen 2                         | Jessica Baker            |       |
| 2006                                       |                                                |                          |       |
| Barnyard                                   | Chick (voz)                                    |                          |       |
| Holly Hobbie and Friends: Christmas Wishes | Amy Morris (voz)                               | Corto                    |       |
| Leroy & Stitch                             | Mertle Edmonds (voz)                           | Vídeo                    |       |
| The Santa Clause 3: The Escape Clause      | Lucy Miller                                    |                          |       |
| 2007                                       | Holly Hobbie and Friends: Secret Adventures    | Amy Morris (voz)         | Corto |
| 2007                                       | Holly Hobbie and Friends: Best Friends Forever | Amy Morris (voz)         | Corto |
| 2008                                       | Snow Buddies                                   | Rosebud (voz)            | Video |
| 2009                                       | Space Buddies                                  | Rosebud (voz)            | Video |
| 2009                                       | Santa Buddies                                  | Rosebud (voz)            | Video |
| 2011                                       | Batman: Year One                               | Holly Robinson (voz)     | Video |
| 2011                                       | Catwoman                                       | Holly Robinson (voz)     | Corto |
| 2016                                       | Girls vs. Aliens                               | Hermana de Shannon (voz) | Corto |
| 2018                                       | Space Goofs: The Movie                         | Phoebe (voz)             |       |
| 2021                                       | The Loud House: la película                    | Leni Loud (voz)          |       |